# Der alte König in seinem Exil
Der alte König in seinem Exil ist ein Buch des österreichischen Schriftstellers Arno Geiger aus dem Jahr 2011.
Hauptperson ist der zuletzt 83-jährige August Geiger, Vater von vier Kindern, Großvater von drei Mädchen und ehemaliger Gemeindebeamter, der seit ca. 15 Jahren an Alzheimer-Demenz erkrankt ist. Autor ist der zweitjüngste Sohn von August Geiger, der 40-jährige Schriftsteller Arno Geiger, der sich über Jahre intensiv an der Versorgung und Pflege seines Vaters beteiligt hat. Beschrieben wird das Zusammenleben mit dem alleinlebenden alten Herrn, das durch den zunehmenden Verlust von Gedächtnis und Fähigkeiten geprägt wird und das für alle erst erträglich wird, nachdem die Angehörigen die Erkrankung akzeptiert haben. Beschrieben wird in vielen Rückblenden die Lebensgeschichte von August Geiger und die mit der Zeit erreichte Wiederannäherung des Sohnes an seinen Vater. Der Sohn erlebt das Zusammenleben als bereichernd.

## Lebenslauf der Hauptfigur
August Geiger, geboren 1926, wuchs mit neun Geschwistern im landwirtschaftlich geprägten Dorf Wolfurt nahe der österreichischen Stadt Bregenz auf. Im Zweiten Weltkrieg wurde er 18-jährig im Februar 1945 an die Ostfront geschickt, in sowjetischer Gefangenschaft erkrankte er lebensgefährlich an Ruhr. Nach vier Wochen im sowjetischen Gefangenenlazarett in Bratislava wurde er entlassen und erreichte zu Fuß im September 1945 sein Elternhaus. Er blieb zeitlebens im Dorf, wurde Gemeindeschreiber, baute ein Haus und heiratete mit 37 Jahren. Das Paar bekam vier Kinder, blieb sich aber fremd, so dass die 15 Jahre jüngere Ehefrau sich kurz nach seiner regulären Pensionierung von ihm trennte. In seinem Dorf war er allseits bekannt, geachtet und beliebt.

## Alzheimer-Krankheit
Erste Anzeichen der Krankheit zeigen sich wenige Jahre nach der Pensionierung. Der Sohn Arno wohnt aus beruflichen Gründen jeweils mehrere Monate pro Jahr beim Vater. Augusts Familie weigert sich für lange Zeit die Erkrankung ihres Vaters zu akzeptieren. Erst nach jahrelanger „Vergeudung von Kräften“ finden die Angehörigen „Einsicht“ in die Erkrankung, die „für alle eine Erleichterung bedeutete“. Sie geben die Vorwurfshaltung gegenüber dem Vater auf. Der Vater darf so sein, wie er ist. Aus dem Gegeneinander wird ein Miteinander. Im gemeinsamen Alltag gibt es „immer neue Überraschungen … und ständig neue Herausforderungen“. „Der einzig verbliebene Platz für ein Miteinander, das sich lohnte, war die Welt, wie der Vater sie wahrnahm“. Alle Kinder, die getrennt lebende Ehefrau und weitere Verwandte beteiligen sich an Betreuung, Versorgung und Pflege des alten Herrn. Er kann bis zum Alter von gut 82 Jahren in seinem Haus leben, zuletzt mit dort lebenden Pflegerinnen, dann ist eine Heimaufnahme unausweichlich. Im Heim seines Dorfes ist er den Pflegerinnen und den Mitbewohnern seit langem bekannt. Der Sohn besucht ihn dort oft und findet: „Auf mich wirkte das Milieu des Pflegeheims sympathisch und bereichernd. … Die meisten Bewohner strotzten vor Leben, auf eine sehr elementare Art.“

## Rezensionen
Das Buch wurde von der Kritik unterschiedlich aufgenommen. Christopher Schmidt bezeichnet es als „rührselig“. Der Vater werde „so in Szene [gesetzt], wie es ehrgeizige Eltern mit ihrem Wunderkind tun. Der Sohn führt Regie und gibt die richtigen Stichworte, und darin liegt schon auch eine unterschwellige Aggression.“ Geiger habe seinen Vater „ausgeplündert“.
Für Felicitas von Lovenberg ist „Arno Geigers Gestus [...] ein demütiger, bescheidener, liebevoller, dankbarer.“ Sie betont: „Die Brachialität und Ausweglosigkeit der Demenz werden nie geleugnet.“ Allerdings sei nicht die Klage darüber das Thema. Der Sohn lässt sich auf den Vater und „seine Wahrnehmung der Welt ein“, er kommt ihm nahe und erlebt „Momente des Glücks und der Fröhlichkeit“. Die Rolle der Sprache wird herausgestellt: „Überhaupt ist die Sprache des August Geiger die heimliche Heldin dieses Buches.“
Thomas Borchert nennt als Gewinn für den Leser: „Man liest gern als helfende Darreichung für eigene Erlebnisse, dass er [der Autor] die Demenzkrankheit innerlich annehmen und das Zusammensein mit dem Vater unter den immer schwereren Bedingungen positiv erleben kann.“
Das Buch war für den Preis der Leipziger Buchmesse 2011 (Kategorie: Belletristik) nominiert.

## Ausgaben
- Arno Geiger: Der alte König in seinem Exil. Hanser, München 2011, ISBN 978-3-446-23634-9. / DTV, 2012, ISBN 978-3-423-14154-3.
- Le vieux roi en son exil : récit. Übersetzung ins Französische von Olivier Le Lay. Gallimard, Paris 2012.
- De oude koning in zijn rijk. Übersetzung ins Niederländische von W. Hansen. De Bezige Bij, Amsterdam 2012.
- A száműzött öreg király. Übersetzung ins Ungarische von László Győri. Európa, Budapest 2013.
- Hörbuchfassung: Der alte König in seinem Exil. Ungekürzte Lesung mit Matthias Brandt. 4 CDs, 255 Minuten Laufzeit, ISBN 978-3-86909-178-5